# David Brown Automotive

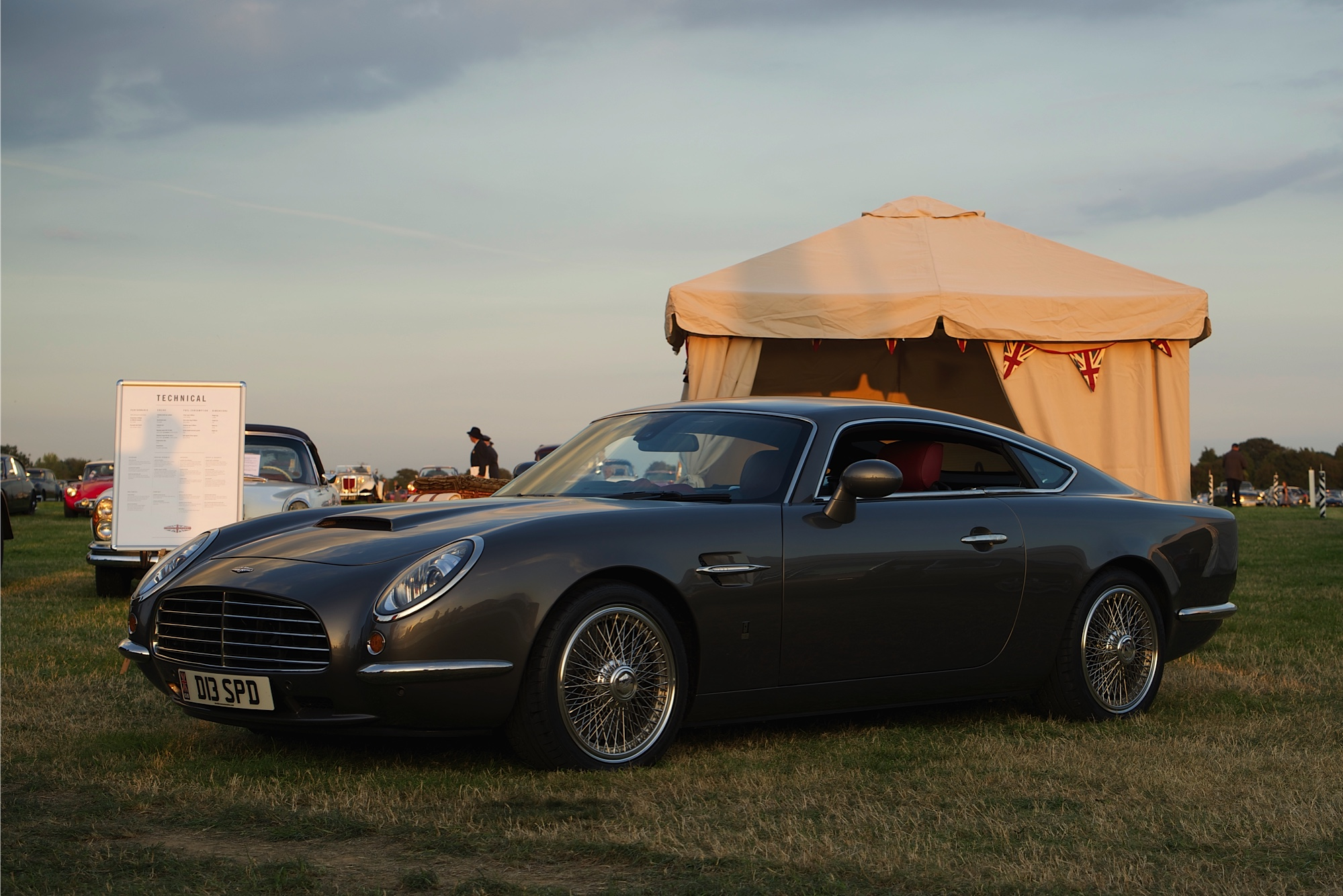
David Brown Speedback GT

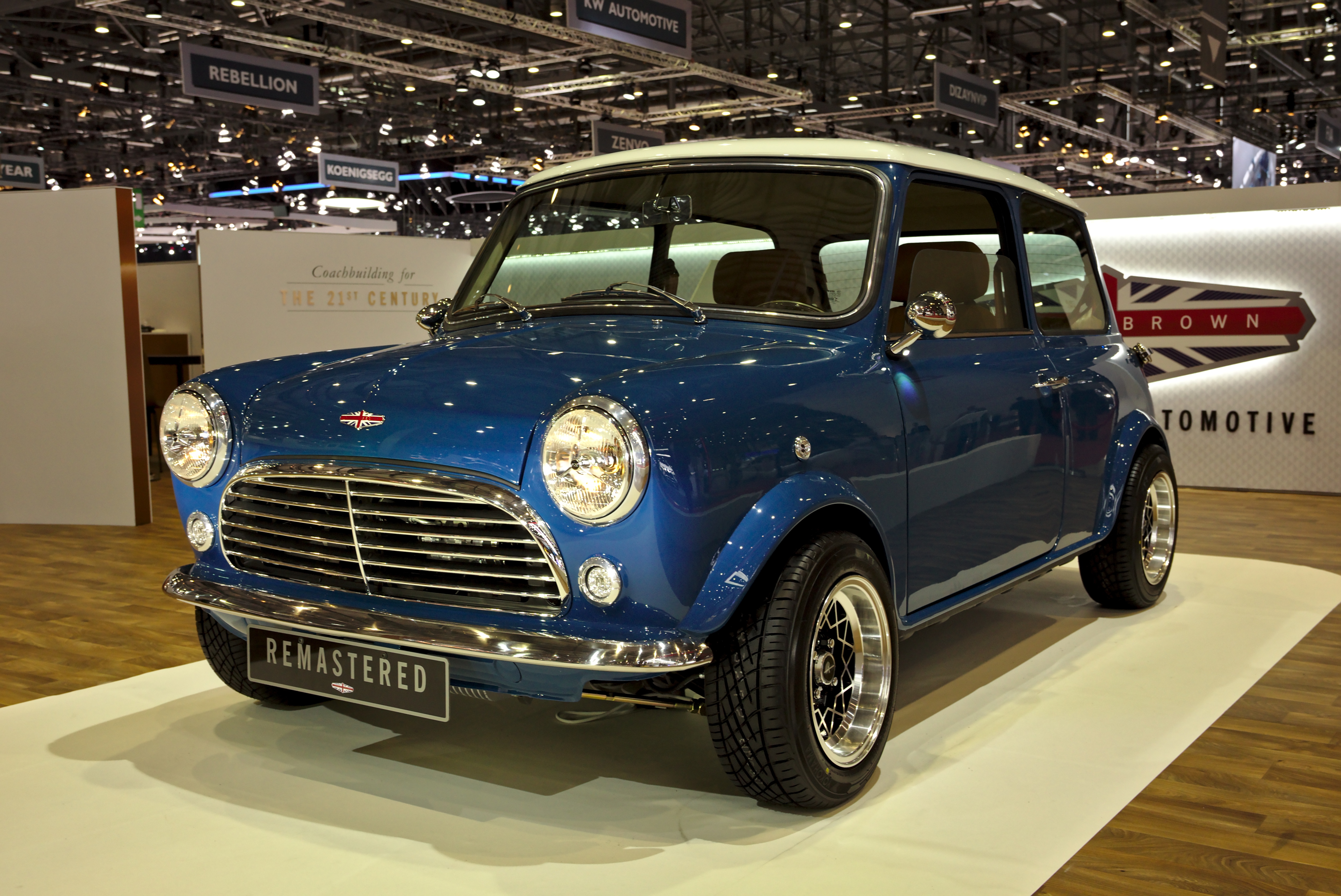
David Brown Mini Remastered

David Brown Automotive Limited, zuvor Crossco (1192) Limited und Exceptions Clothing Company Limited, ist ein britischer Hersteller von Automobilen.

## Unternehmensgeschichte
Sean Torquil Nicolson gründete am 1. März 2010 das Unternehmen Crossco (1192) Limited in Newcastle upon Tyne. Am 7. April desselben Jahres lösten David Harmon Biesterfield, David James Horrocks und Ian Imrie Nicolson als Direktor ab. Phillip Nigel Blain hat seit diesem Tag den Posten eines Sekretärs. Bereits sechs Tage später änderten sie die Firmierung in Exceptions Clothing Company Limited. Ab dem 15. März 2011 wurde zusätzlich eine Adresse in Gateshead in Tyne and Wear angegeben. Seit dem 9. Januar 2013 lautet die Firmierung David Brown Automotive Limited. Seit dem 17. Februar 2014 ist David Patrick Brown ebenfalls Direktor. Am 27. Februar 2014 wurde der Firmensitz nach Gateshead verlegt. Das Unternehmen gibt davon abweichend allerdings Coventry an. Biesterfield gab seinen Direktorenposten am 27. Juni 2014 auf. Alle genannten Personen sind britische Staatsbürger. Im November 2015 wurden die Marken Speedback und Speedbird und im Oktober 2017 die Marke Remastered registriert. Der Markenname der Fahrzeuge lautet David Brown.
2014 begann die Produktion von Automobilen. Am 27. März 2014 gab es eine Pressekonferenz in London. Das erste Fahrzeug wurde vom 17. bis zum 20. April 2014 auf der Top Marques in Monaco präsentiert. Alan Mobberley (geboren 1948), der zuvor für Land Rover tätig war, ist der Designchef.

## Fahrzeuge

### Speedback (seit 2014)
Das erste Modell ist der 2014 eingeführte Speedback. Das Fahrzeug ähnelt den Modellen DB 5 und DB 6 von Aston Martin.

### Mini Remastered (seit 2017)
Der Mini Remastered wurde 2017 eingeführt und basiert auf dem Ur-Mini.